# Justin Zackham
Justin Zackham (New York, 12 maggio 1980) è uno sceneggiatore, regista e produttore cinematografico statunitense.

## Biografia
Dopo essersi trasferito a Los Angeles negli anni novanta, Justin Zackham scrive una lista di cose da fare prima di tirare le cuoia, che riduce a "la Bucket List di Justin". La prima voce della lista è ottenere un film fatto in un grande studio di Hollywood. Diversi anni dopo, tale elenco è d'ispirazione per una sceneggiatura che quasi tutti i produttori bocciano.
Il copione trova la sua strada da Rob Reiner che chiama Zackham dopo aver letto le prime dieci pagine, dicendogli che vorrebbe trarne un film. Non è mai troppo tardi, prodotto dalla Warner Bros. ed interpretato da Jack Nicholson e Morgan Freeman, diventa un successo internazionale. Nel 2012 il termine bucket list viene inserito nei dizionari An American Dictionary of the English Language e Oxford English Dictionary.
Nel 2011 Zackham produce e dirige la sua sceneggiatura, Big Wedding, con un cast stellare che include Robert De Niro, Diane Keaton, Susan Sarandon, Katherine Heigl, Amanda Seyfried, Topher Grace e Robin Williams. Il film viene acquistato dalla Lionsgate e distribuito nelle sale statunitensi il 26 aprile 2013.
Successivamente, Zackham scrive anche la sceneggiatura originale di One Chance, basata sulla vita del vincitore del Talent show Britain's Got Talent, Paul Potts. David Frankel dirige il film per la Weinstein Company. Nel 2013 la pellicola, girata in Italia e nel Regno Unito, viene proiettata nella sezione "Special Presentation" al Toronto International Film Festival. La colonna sonora include la canzone "Sweeter Than Fiction" di Taylor Swift.

## Filmografia

### Sceneggiatore
- Going Greek (2001)
- Non è mai troppo tardi (The Bucket List), regia di Rob Reiner (2007)
- Fuori dal ring (Lights Out) – serie TV, 13 episodi (2011)
- Big Wedding (The Big Wedding) (2013)
- One Chance, regia di David Frankel (2013)
- Ricomincio da me (Second Act), regia di Peter Segal (2018)

### Regista
- Going Greek (2001)
- Big Wedding (The Big Wedding) (2013)

### Produttore
- Fuori dal ring (Lights Out) – serie TV, 13 episodi (2011)
- Big Wedding (The Big Wedding) (2013)
- Ricomincio da me (Second Act), regia di Peter Segal (2018)